# Ministeri de Medi Ambient d'Espanya
El Ministeri de Medi Ambient d'Espanya és un dels departaments ministerials en els quals es divideix el govern d'Espanya. El 2008, sota el Govern de José Luis Rodríguez Zapatero, es va fusionar amb el Ministeri d'Agricultura, Pesca i Alimentació i passà a denominar-se Ministeri de Medi Ambient i Medi Rural i Marí. Amb l'inici de la X Legislatura el novembre de 2011, aquest ministeri va tornar a canviar de nom enMinisteri d'Agricultura, Alimentació i Medi Ambient. L'actual ministra és Isabel García Tejerina.
El ministeri de medi ambient fou creat l'any 1993 durant la V legislatura, integrant les seves competències dins el Ministeri d'Obres Públiques i Urbanisme, passant a denominar-se Ministeri d'Obres Públiques, Transports i Medi Ambient. El 1996, amb el primer govern del Partit Popular, es creà el ministeri com a tal de forma independent.

## Organització
Del Ministeri de Medi ambient depenen les següents Secretaries Generals i Sotssecretaries: 
- Secretaria General per al Desenvolupament i la Biodiversitat. Té rang de sotssecretaria. D'ella depenen els següents òrgans de direcció: 
  - Direcció general de l'Aigua.
  - Direcció general de Costes.
  - Direcció general per a la Biodiversitat.

- Sotssecretaria. D'aquesta depenen el següent òrgan de direcció: 
  - Secretaria General Tècnica.

- Secretaria General per a la Prevenció de la Contaminació i el Canvi climàtic. Té rang de sotssecretaria. D'ella depenen els següents òrgans de direcció: 
  - Direcció general de l'Institut Nacional de Meteorologia.
  - Direcció general de Qualitat i Avaluació Ambiental.

## Llista de ministres de Medi Ambient
| Legislatura      | Inici                  | Finalització         | Nom                        | Partit | Fotografia |
| ---------------- | ---------------------- | -------------------- | -------------------------- | ------ | ---------- |
| V (1993-1996)    | 13 de juliol de 1993   | 5 de maig de 1996    | Josep Borrell Fontelles *  | PSOE   |            |
| VI (1996-2000)   | 6 de maig de 1996      | 27 d'abril de 2000   | Isabel Tocino              | PP     |            |
| VII (2000-2004)  | 28 d'abril de 2000     | 3 de març de 2003    | Jaume Matas Palou          | PP     |            |
| VII (2000-2004)  | 3 de març de 2003      | 17 d'abril de 2004   | Elvira Rodríguez           | PP     |            |
| VIII (2004-2008) | 18 d'abril de 2004     | 14 d'abril de 2008   | Cristina Narbona Ruiz      | PSOE   |            |
| IX (2008-2012)   | 14 d'abril de 2008     | 21 d'octubre de 2010 | Elena Espinosa Mangana (1) | PSOE   |            |
| IX (2008-2012)   | 21 d'octubre de 2010   | En el càrrec         | Rosa Aguilar Rivero (2)    | PSOE   |            |
| X (2011-2015)    | 22 de desembre de 2011 | 28 d'abril de 2014   | Miguel Arias Cañete        | PP     |            |
| X (2011-2015)    | 28 d'abril de 2014     | actualitat           | Isabel García Tejerina     | PP     |            |

- (1) com a Ministre d'Obres Públiques, Transports i Medi Ambient
- (2) com a Ministre de Medi Ambient, Medi Rural i Marí
- (3) com a Ministre d'Agricultura, Alimentació i Medi Ambient